# Placusa canadensis
Placusa canadensis är en skalbaggsart som beskrevs av Klimaszewski in Klimaszewski, Pelletier, Germain, Hébert, Humble och Winchester 2001. Placusa canadensis ingår i släktet Placusa och familjen kortvingar. Inga underarter finns listade i Catalogue of Life.